# Edgar Burgos
Edgar (Bugru) Burgos (Paramaribo, 26 april 1953) is een Surinaams-Nederlands musicus. Hij is bekend geworden als zanger van Trafassi.

## Biografie

### Jeugd
Zijn grootvader was medeoprichter van de Progressieve Surinaamse Volkspartij (PSV). Voorzitter pater Weidmann en statenvoorzitter Wijntuin kwamen dikwijls bij zijn grootvader op bezoek, waarbij Burgos de politiek met de paplepel ingegoten kreeg. Na de lagere school volgde hij vanaf 1964 de mulo aan de Mgr. Wulfinghschool. Burgos was ook misdienaar en was zanger bij een beatgroep in de katholieke kerk. In 1969 ging hij naar de Handelsschool. Na twee jaar trad hij in dienst bij Billiton.

### The Happy Boys
In de periode voor de onafhankelijkheid zat Burgos in een jeugdparlement. Hij was sceptisch over de aanstaande onafhankelijkheid van Suriname, zegde zijn kantoorbaan bij Billiton op en vertrok in september 1975 op 22-jarige leeftijd met zijn vriendin naar Nederland. Twee maanden later werd hij gevraagd om zijn pas overleden neef Lieve Hugo te vervangen als zanger van The Happy Boys en met hen in Suriname op te treden op de dag van de onafhankelijkheid (25 november). Burgos weigerde, maar sloot zich later alsnog aan bij deze band die nu over meerdere leadzangers beschikte. De Happy Boys tekenden bij Dureco en brachten tussen 1977 en 1978 twee platen uit met een sterk latin-karakter; zo werd de bolero Historia de Amor bewerkt tot Memoria Foe Iko als eerbetoon aan Lieve Hugo die ook wel Iko werd genoemd. Ook waren er toen al reggae-klanken te horen zoals in Kronto , de Surinaamse versie van Dillingers Cokane in My Brain. Het werd uitgebracht als non-album-single met als B-kant Akoeba, het titelnumer van het debuutalbum.

### Trafassi I
Na het uiteenvallen van de Happy Boys richtte hij in 1981 met een paar oud-leden een nieuwe band op: Trafassi (Sranantongo voor "op een andere manier").
Het eerste nummer dat hij voor Trafassi schreef was Brombere (1982), over de staatsgreep van Desi Bouterse. Burgos kende verschillende van de coupplegers en had evenals Bouterse op het internaat gezeten. Hij beschouwde de coup niet als een revolutie, maar als een geval van joyriding. Wegens Brombere mocht Trafassi een jaar lang niet optreden in Suriname, maar dit belette Burgos niet om meer liedjes met een kritische ondertoon te schrijven. Nog in 1997 werd hem door ambassadeur Henk Herrenberg te verstaan gegeven dat hij moest oppassen met zijn liedjes, en dat iemand zoals hij in Algerije (waar Herrenberg ooit een ultralinkse scholing ontving) allang zou zijn doodgeschoten.
Trafassi begon als kaseko-formatie, maar ontwikkelde zich geleidelijk aan tot allround-band met nummers in het Surinaams, Nederlands en Engels.
Na op zondag 19 mei 1985 te zijn verkozen tot de 72e Speciale Aanbieding bij de KRO op Hilversum 3, scoorde Trafassi in Nederland in de zomer van 1985 een onverwachte hit met Wasmasjien, een bewerking van een Antilliaans nummer van Macario Prudencia. De plaat werd een top tien hit in de destijds drie landelijke hitlijsten op de nationale publieke popzender Hilversum  3 (de Nederlandse Top 40, de Nationale Hitparade en de TROS Top 50). Hierna volgde nog Strijkplank, maar het succes van Wasmasjien zou niet meer worden geëvenaard.

### Trafassi II
Eind jaren 90 werd bekendgemaakt dat Burgos Trafassi had verlaten. Het einde van een tijdperk leek nabij, maar Burgos verwierf de rechten op de  groepsnaam en formeerde een nieuwe Trafassi.
De Surinaamse politicus Henk Herrenberg liet Burgos in 1997 weten dat hij moest oppassen met zijn liedjes, en dat iemand zoals hij in Algerije allang zou zijn doodgeschoten.
In 2001 zong Burgos mee op een album van Ronald Snijders. 
In 2002 meende Burgos dat ook Suriname en de Nederlandse Antillen moesten overstappen op de euro. Hij schreef daarvoor het liedje Euro 1-2-5 ("Word niet neuro van de Euro."). In datzelfde jaar bracht Trafassi een voetbalnummer uit Hoera, We Missen Het WK. In 2004 zong Burgos als 'Trafassi-man' een bewerking hiervan: Hoera, We Winnen Het EK.
In 2006 deed Burgos mee aan een André Hazes-tribute en vertelde hij over zijn eerste ontmoeting met de man toen hij nog in een ziekenhuis werkte.
In 2008 werd, met enige vertraging, een concert gehouden als eerbetoon aan Lieve Hugo; Burgos mocht niet ontbreken.
In 2011 formeerde Burgos de gelegenheidsformatie Tropical All Stars met Oscar Harris, Adolf Tevreden, Van B. King (Soca Boys) en Massada-frontman Johnny Manuhutu. In 2012 verscheen een coverversie van Right Said Freds I'm Too Sexy.

## Eerbetoon
- Op 25 mei 2014 ontving Edgar Burgos uit handen van de locoburgemeester van Amsterdam de Andreaspenning. De penning is bedoeld voor mensen die grote prestaties hebben verricht voor Amsterdam.